# Giải bóng đá bãi biển vô địch quốc gia 2022
Giải bóng đá bãi biển vô địch quốc gia 2022 là giải bóng đá bãi biển được tổ chức lần thứ 13 của Giải bóng đá bãi biển vô địch quốc gia do VFF tổ chức, giải đấu diễn ra từ ngày 22 tháng 4 đến ngày 29 tháng 4 năm 2022. Tất cả trận đấu được tổ chức tại Sân bóng đá Bãi biển Thành phố Sầm Sơn của tỉnh Thanh Hoá.

## Các đội bóng
| Số thứ tự | Câu lạc bộ          |
| --------- | ------------------- |
| 1         | Chinh Chiến Sầm Sơn |
| 2         | PTSC Thanh Hoá      |
| 3         | Đà Nẵng             |
| 4         | Khánh Hòa           |

## Bảng xếp hạng
| Thứ hạng | Đội bóng            | Trận | Thắng | Thắng hiệp phụ | Thắng luân lưu | Thua | Hiệu số | Điểm | Phân hạng |
| 1        | Đà Nẵng             | 6    | 4     | 1              | 0              | 0    | 18      | 17   | Vô địch   |
| 2        | Khánh Hòa           | 6    | 3     | 0              | 0              | 3    | 6       | 9    | Á quân    |
| 3        | PTSC Thanh Hoá      | 6    | 1     | 1              | 0              | 4    | -6      | 5    | Hạng ba   |
| 4        | Chinh Chiến Sầm Sơn | 6    | 1     | 0              | 0              | 5    | -18     | 3    | Hạng tư   |

## Kết quả chi tiết
| Chinh Chiến Sầm Sơn  | 1–4      | Khánh Hòa                                                               |
| -------------------- | -------- | ----------------------------------------------------------------------- |
| Nguyễn Hữu Hoàng 11' | Chi tiết | Nguyễn Bảo Trung 13' · Trần Vĩnh Phong 25' · Nguyễn Hoàng Quân 33', 34' |

| PTSC Thanh Hóa                                         | 3–5      | Đà Nẵng                                                                     |
| ------------------------------------------------------ | -------- | --------------------------------------------------------------------------- |
| Nguyễn Đức Linh 3' · Lê Văn Đào 9' · Nguyễn Văn Âu 14' | Chi tiết | Trần Kim Chung 2' · Trần Bảo Ngọc 8', 11' · Phan Đạt 10' · Hồ Quốc Hưng 32' |

| Khánh Hòa                                    | 2–3      | Đà Nẵng                     |
| -------------------------------------------- | -------- | --------------------------- |
| Nguyễn Bảo Trung 27' · Nguyễn Hoàng Quân 34' | Chi tiết | Trần Ngọc Bảo 13', 24', 37' |

| Chinh Chiến Sầm Sơn                                                                        | 6–5      | PTSC Thanh Hóa                                                         |
| ------------------------------------------------------------------------------------------ | -------- | ---------------------------------------------------------------------- |
| Nguyễn Văn Dũng 12' · Phạm Văn Dũng 14' · Nguyễn Hữu Tuấn 16', 22' · Đới Sỹ Chung 20', 27' | Chi tiết | Nguyễn Hữu Long 1' · Nguyễn Văn Dũng 12', 26', 36' · Mai Văn Thanh 15' |

| Khánh Hòa            | 1–2      | PTSC Thanh Hóa                         |
| -------------------- | -------- | -------------------------------------- |
| Nguyễn Bảo Trung 11' | Chi tiết | Hồ Ngọc Thiện 9' · Nguyễn Văn Dũng 37' |

| Đà Nẵng                                                                                         | 8–2      | Chinh Chiến Sầm Sơn               |
| ----------------------------------------------------------------------------------------------- | -------- | --------------------------------- |
| Phạm Đạt 11', 17', 27' · Trần Ngọc Bảo 22', 32', 33' · Lê Quý Long Vĩ 29' · Nguyễn Văn Hoan 29' | Chi tiết | Vũ Như Hòa 26' · Đới Sỹ Chung 33' |

| Khánh Hòa                                                                                    | 8–2      | Chinh Chiến Sầm Sơn                      |
| -------------------------------------------------------------------------------------------- | -------- | ---------------------------------------- |
| Nguyễn Hoàng Quân 5', 19' · Nguyễn Bảo Trung 7' · Trần Vĩnh Phong 16', 36' · Mai Đức Rim 32' | Chi tiết | Nguyễn Hữu Hoàng 14' · Ngô Văn Phong 30' |

| Đà Nẵng                                                        | 4–1      | PTSC Thanh Hóa      |
| -------------------------------------------------------------- | -------- | ------------------- |
| Trần Ngọc Bảo 19', 25' · Hồ Quốc Hưng 20' · Lê Quý Long Vĩ 27' | Chi tiết | Nguyễn Văn Dũng 19' |

| Đà Nẵng                                                  | 4–1      | Khánh Hòa            |
| -------------------------------------------------------- | -------- | -------------------- |
| Lê Quý Long Vĩ 7', 18' · Trần Ngọc Bảo 8' · Phan Đạt 10' | Chi tiết | Nguyễn Bảo Trung 16' |

| PTSC Thanh Hóa                            | 2–1      | Chinh Chiến Sầm Sơn  |
| ----------------------------------------- | -------- | -------------------- |
| Nguyễn Đức Linh 31' · Trần Công Thành 34' | Chi tiết | Nguyễn Hữu Hoàng 29' |

| PTSC Thanh Hóa                            | 2–4      | Khánh Hòa                                                              |
| ----------------------------------------- | -------- | ---------------------------------------------------------------------- |
| Nguyễn Đức Linh 34' · Nguyễn Anh Dũng 35' | Chi tiết | Nguyễn Bảo Trung 9', 35' · Nguyễn Khắc Tin 16' · Nguyễn Hoàng Quân 36' |

| Chinh Chiến Sầm Sơn  | 1–4      | Đà Nẵng                                                          |
| -------------------- | -------- | ---------------------------------------------------------------- |
| Nguyễn Văn Phong 36' | Chi tiết | Lê Quý Long Vỹ 3', 5' · Lê Thái Nguyên 15' · Nguyễn Ngọc Lâm 18' |

## Các giải thưởng
- Đội Vô địch: Đà Nẵng
- Giải Nhì: Khánh Hòa
- Giải Ba: PTCS Thanh Hóa
- Giải Phong cách: Chinh Chiến Sầm Sơn
- Cầu thủ ghi nhiều bàn thắng nhất: Trần Ngọc Bảo (Đà Nẵng, 11 bàn thắng)
- Thủ môn xuất sắc nhất: Nguyễn Hữu Ân (Đà Nẵng)
- Cầu thủ xuất sắc nhất: Trần Ngọc Bảo (Đà Nẵng)